# Henri Dumortier

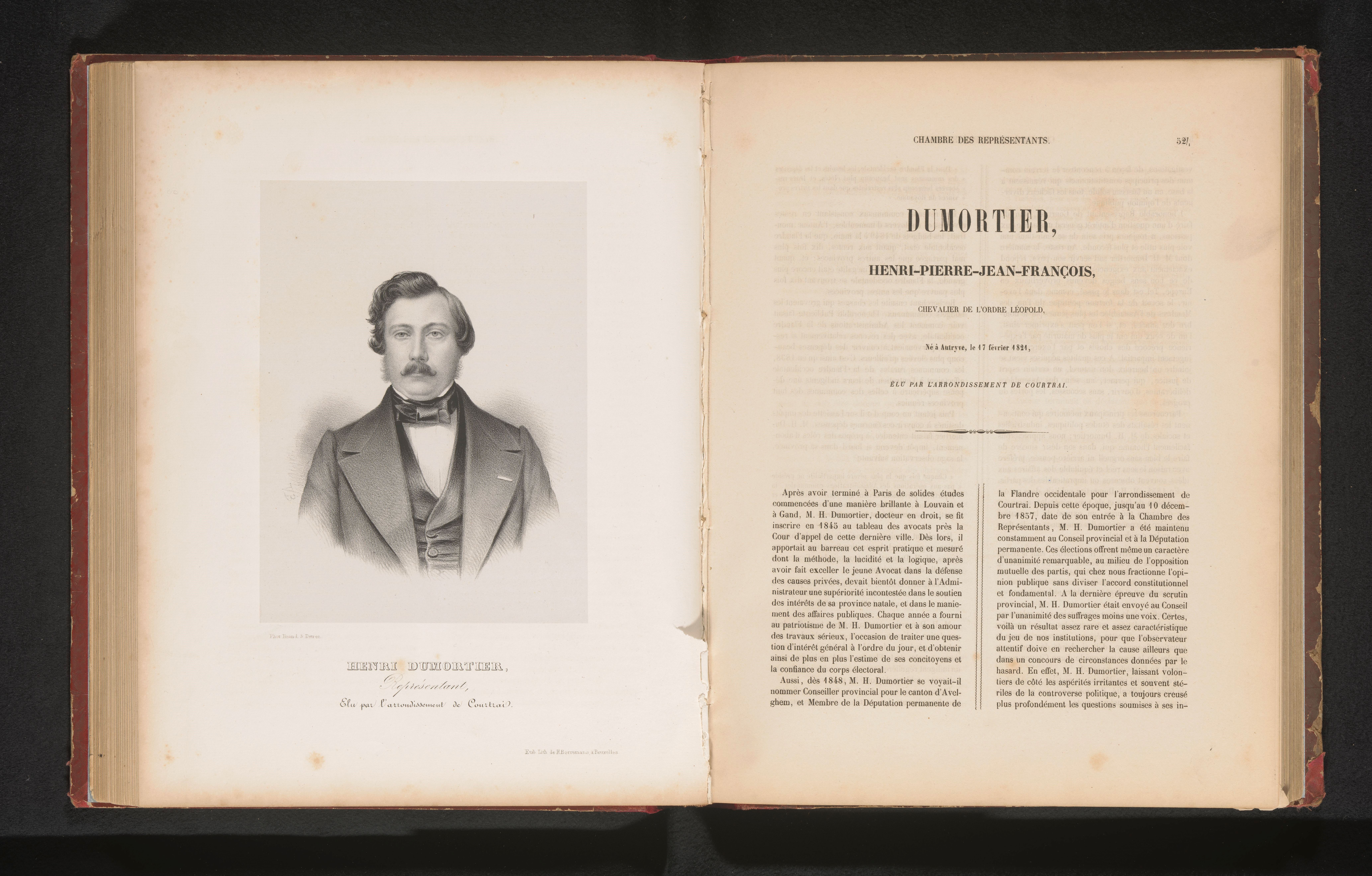
Henri Dumortier

Henri Pierre Jean François Dumortier (Outrijve, 17 februari 1821 - Gent, 13 september 1867) was een Belgisch volksvertegenwoordiger.

## Levensloop
Dumortier was de zoon van handelaar Pierre Dumortier (1777-1857) en van Amélie De Waelle (1787-1825) . Hij trouwde in 1856 met Lucie Delehaye (1826-1920), dochter van Josse Delehaye, lid van het Nationaal Congres, volksvertegenwoordiger en burgemeester van Gent.
Hij promoveerde tot doctor in de rechten (1845) aan de Rijksuniversiteit Gent. Hij werd advocaat in Gent (1845-1853).
In 1848 werd hij verkozen tot provincieraadslid voor het kanton Avelgem en dezelfde maand tot bestendig afgevaardigde. Hij nam in 1856 ontslag uit dit mandaat, om gezondheidsredenen.
In december 1858 werd hij verkozen tot katholiek volksvertegenwoordiger voor het arrondissement Kortrijk. Hij vervulde dit mandaat tot in 1864. Een geestesziekte werd vastgesteld en hij werd opgesloten in het psychiatrisch instituut Sint-Juliaan van de Broeders van Liefde in de Stropstraat in Gent. Hij was pas zesenveertig toen hij er drie jaar later overleed.